# Temisone di Tera
Temisone di Tera (in greco antico: Θεμίσων?, Themísōn; Santorini, ... – ...; fl. VI secolo a.C.) è stato un mercante greco antico.
Secondo la testimonianza di Erodoto (IV, 154), Etearco, re di Axo, se ne servì per uccidere la figlia Fronime. Prima gli fece fare un giuramento, con il quale Temisone avrebbe obbedito ad Etearco e poi gli avrebbe ordinato di sommergerla in mare. Temisone intuì l'inganno di Etearco e, presa Fronime, la condusse con sé a Tera. La tradizione vuole che Temisone, per non disonorare il giuramento fatto, legò la fanciulla con delle corde e la gettò in mare, riprendendola subito dopo.